# Arón Schvartzman
Arón Schvartzman (2 de diciembre de 1908 - 15 de enero de 2013) fue un centenario ajedrecista y médico argentino conocido en sus últimos años de vida por un juicio ganado a la Ansés (Administración Nacional de la Seguridad Social) de Argentina.

## Biografía
En 1923 se hace socio del Club Argentino de Ajedrez y desde muy joven destacó como jugador. En 1931 obtiene el título de Campeón del Club Argentino de Ajedrez, título que revalidará los años siguientes (1932 a 1948). Abandonaría este título en 1949 sin haberlo perdido nunca en el tablero.
En 1933 queda en tercer lugar en el Campeonato Argentino. El año siguiente triunfó en el prestigioso torneo internacional de Mar del Plata.
Schvartzman estuvo durante todos los años 1930 en las primeras filas del ajedrez argentino, aunque su poca afición a entrenarse hacía que empezara siempre los torneos perdiendo, para ir recuperando terreno una vez iba adquiriendo experiencia.
En 1939 la Federación Argentina de Ajedrez crea la categoría de Maestros Nacionales e incluye en la misma a Arón Schvartzman, junto a otros ajedrecistas de prestigio.
Siendo campeón prefirió retirarse del ajedrez para dedicarse a la medicina.

## Torneos
- 1933 - Campeonato de Argentina - 3º
- 1934 - Torneo Internacional de Mar del Plata - 1º
- 1935 - Campeonato de Argentina - 3º
- 1936
  - Torneo Internacional de Mar del Plata - 2º
  - Campeonato de Argentina - 3º
- 1937
  - Campeonato de Argentina - 4º
  - I Campeonato Argentino de Ping Pong - 2º
- 1944 - Torneo Internacional Club Argentino de Ajedrez - 4º

## Distinciones y homenajes
En los últimos años, el Dr. Aron Schvartzman fue homenajeado en diversos eventos por su gran trayectoria.
- El 17 de abril de 2005 y con motivo de cumplirse los 100 años de la fundación de dicha institución, el Dr. A. Schvartzman participó del "Match de los centenarios" enfrentando en una partida rápida a su viejo colega del ajedrez, Francisco Benko. Schvartzman de 96 años y Benko de 94 eran los dos ajedrecistas más longevos del país aún en vida, aunque de ellos solo F. Benko seguía en actividad.[3]

Como dato interesante se puede hacer notar que dos meses después, el Dr. Aron Schvartzman asistió al homenaje a Bent Larsen realizado el 8 de junio de 2005 en el Jockey Club de Buenos Aires.
- El 20 de octubre de 2009 se vuelve a encontrar, tablero de por medio, con Francisco Benko y nuevamente en el Club Argentino de Ajedrez en una partida de exhibición que se la denominó "El encuentro de los Bicentenarios" ya que las edades de ambos (A. Schvartzman 100 años, F. Benko 99) sumaban casi 200 años. Francisco Benko falleció tres meses después, en enero de 2010, 5 meses antes de cumplir los 100 años.[5]
- El 8 de octubre de 2010, el Gobierno de la Ciudad de Buenos Aires le otorgó una distinción al Dr. Aron Schvartzman por su conducta ejemplar en su trayectoria de vida, ejerciendo su profesión de médico cirujano hasta la edad de 101 años, lo cual es una auténtica proeza digna de tal distinción.[6]

Vale la pena decir que dicho homenaje fue filmado, siendo esta probablemente la primera filmación existente sobre el Dr. A. Schvartzman de 101 años en ese momento.
- El 28 de octubre de 2010, a dos meses de cumplir 102 años, el Club Argentino de Ajedrez decide realizarle un homenaje en vida a su socio más antiguo (1923) y único testigo viviente del Match por el Campeonato Mundial de Ajedrez, Capablanca vs. Alekhine (Buenos Aires, 1927).[8]

Esta elegante ceremonia fue también oportunamente documentada en un registro fílmico.
- El 2 de diciembre de 2011, el Dr. A. Schvartzman celebró sus 103 años, siendo esto destacado en la página del Club Argentino de Ajedrez.[10]

## Muerte
Luego de atravesar un año 2012 en el cual el menoscabo de su salud se hizo muy patente ya desde los primeros meses del año (tenía enfermeras 24hs. al día atendiéndolo) el Dr. Aron Schvartzman finalmente falleció el 15 de enero de 2013 a las 21hs. de un paro cardio respiratorio, en su domicilio y rodeado de sus seres queridos.